# ریو اون
گو یون هوان (کره‌ای: 고윤환؛ زادهٔ ۲۶ اوت ۱۹۹۸) که بیشتر با نام هنری ریو اون (کره‌ای: 려운؛ انگلیسی: Ryeoun) شناخته می‌شود، بازیگر اهل کره جنوبی است. او بیشتر به خاطر ایفای نقش در دوباره هجده سالگی، دنیای هفده سالگی من، کارآموز بزرگسال و هندوانه چشمک زن شناخته می‌شود.

## فیلم‌شناسی

### مجموعه تلویزیونی
| سال       | عنوان                  | نقش           | منابع |
| --------- | ---------------------- | ------------- | ----- |
| ۲۰۱۷      | تو خیلی زیادی          | لی کیونگ سو   | [ ۲ ] |
| ۲۰۱۷      | دمای عشق               | جوانترین آشپز | [ ۲ ] |
| ۲۰۱۹      | پزشک زندانی            | هان بیت       | [ ۳ ] |
| ۲۰۲۰      | ۳۶۵: سال را تکرار کن   | نام سون وو    | [ ۴ ] |
| ۲۰۲۰      | دوباره هجده سالگی      | هونگ شی وو    | [ ۵ ] |
| ۲۰۲۰–۲۰۲۱ | داستان عشق خانگی       | لی را هون     | [ ۵ ] |
| ۲۰۲۲      | از میان تاریکی         | جونگ وو جو    | [ ۶ ] |
| ۲۰۲۳      | مهمانسرای رمانتیک مخفی | کانگ سان      | [ ۷ ] |
| ۲۰۲۳      | هندوانه چشمک زن        | ها اون گیول   | [ ۸ ] |
| ۲۰۲۴–۲۰۲۵ | نامیب                  | یون جین وو    | [ ۹ ] |

### مجموعه اینترنتی
| سال       | عنوان                             | نقش                          | منابع  |
| --------- | --------------------------------- | ---------------------------- | ------ |
| ۲۰۱۸      | زندگی مدرسه‌ای بسیار آسان «دو-توپ» | کیم هاک جون                  | [ ۳ ]  |
| ۲۰۱۸      | عاشقانه فوری                      | جانگ سو هو                   | [ ۱۰ ] |
| ۲۰۱۹      | در سئول                           | یون سونگ هیون                | [ ۱۱ ] |
| ۲۰۲۰      | دنیای هفده سالگی من               | یو جین هیوک                  | [ ۱۲ ] |
| ۲۰۲۰      | در سئول ۲                         | یون سونگ هیون                | [ ۱۳ ] |
| ۲۰۲۱      | کارآموز بزرگسال                   | کیم نام هو                   | [ ۱۴ ] |
| ۲۰۲۳      | بدن قرضی                          | یون هو یونگ                  | [ ۱۵ ] |
| ۲۰۲۳–۲۰۲۴ | بازی مرگ                          | جوان‌ترین پی‌دی (حضور افتخاری) | [ ۱۶ ] |
| ۲۰۲۵      | قهرمان ضعیف کلاس ۲                | پارک هو مین                  | [ ۱۷ ] |

### برنامه تلویزیونی
| سال  | عنوان        | نقش  | توضیحات |
| ---- | ------------ | ---- | ------- |
| ۲۰۱۹ | سازنده پردیس | خودش |         |

### حضور در موزیک ویدئو
| سال  | نام آهنگ                   | آرتیست      | منابع  |
| ---- | -------------------------- | ----------- | ------ |
| ۲۰۱۸ | «اما من باید» (But I Must) | کیم نا یونگ | [ ۱۸ ] |

## جوایز و نامزدی‌ها
| مراسم جوایز         | سال  | دسته                  | نامزد / اثر      | نتیجه    | منابع  |
| ------------------- | ---- | --------------------- | ---------------- | -------- | ------ |
| جوایز درامای کی‌بی‌اس | ۲۰۲۰ | بهترین بازیگر تازه‌کار | داستان عشق خانگی | نامزدشده | [ ۱۹ ] |
| جوایز درامای اس‌بی‌اس | ۲۰۲۲ | بهترین بازیگر تازه‌کار | از میان تاریکی   | برنده    | [ ۲۰ ] |
| جوایز درامای اس‌بی‌اس | ۲۰۲۲ | بهترین تیم مکمل       | از میان تاریکی   | نامزدشده | [ ۲۱ ] |